# Gunilla Jonsson
Gunilla Jonsson es una deportista sueca que compitió en natación, especialista en el estilo libre. Ganó dos medallas en el Campeonato Europeo de Natación de 1970.

## Palmarés internacional
| Campeonato Europeo | Campeonato Europeo | Campeonato Europeo | Campeonato Europeo |
| Año                | Lugar              | Medalla            | Prueba             |
| ------------------ | ------------------ | ------------------ | ------------------ |
| 1970               | Barcelona (España) | Medalla de plata   | 400 m libre        |
| 1970               | Barcelona (España) | Medalla de bronce  | 4 × 100 m libre    |